# Domenico Crusco
Domenico Crusco (* 19. August 1934 in Grisolia, Provinz Cosenza, Kalabrien, Italien; † 25. August 2013 ebenda.) war Bischof von San Marco Argentano-Scalea.

## Leben
Domenico Crusco trat in das Priesterseminar von San Marco Argentano ein und studierte am Päpstlichen Seminar Pius XI. von Reggio Calabria und am Päpstlichen Priesterseminar St. Pius X. von Catanzaro. Er empfing am 16. Juli 1961 durch Bischof Luigi Rinaldi in der Kathedrale San Nicola in San Marco Argentano die Priesterweihe. Er war im Bistum San Marco-Scalea unter anderem als Rektor des Priesterseminars tätig.
Papst Johannes Paul II. ernannte ihn am 7. Februar 1991 zum Bischof von Oppido Mamertina-Palmi. Die Bischofsweihe spendete ihm der Apostolische Nuntius in Italien, Luigi Poggi, am 20. April desselben Jahres; Mitkonsekratoren waren Augusto Lauro, Bischof von San Marco Argentano-Scalea, und Giuseppe Agostino, Erzbischof von Crotone-Santa Severina.
Am 6. März 1999 berief ihn Johannes Paul II. zum Bischof von San Marco Argentano-Scalea. Papst Benedikt XVI. nahm am 7. Januar 2011 sein aus Altersgründen vorgebrachtes Rücktrittsgesuch an. 